# Benedictiinae
Benedictiinae – podrodzina ślimaków z rodziny Lithoglyphidae i podgromady Caenogastropoda. Obejmuje gatunki endemiczne dla jeziora Bajkał.

## Etymologia nazwy
Nazwa podrodziny pochodzi od jej rodzaju typowego Benedictia, nazwanego od imienia Benedykta Dybowskiego, wybitnego polskiego przyrodnika i badacza Syberii, odkrywcy endemicznej fauny Bajkału. Rodzaj ten wprowadził brat Benedykta – Władysław Dybowski – dla nowo opisanego przez siebie gatunku – Benedictia fragilis – oraz dwóch gatunków opisanych wcześniej przez innych autorów.

## Filogeneza
Początkowo uważano, że są osobną rodziną w obrębie Rissooidea, spokrewnioną z rodziną Hydrobiidae. Badania filogenetyczne w oparciu o dane genetyczne wykazały, że są grupą siostrzaną dla Lithoglyphinae w rodzinie Lithoglyphidae, od których oddzieliły się w paleogenie. Najprawdopodobniej od początku ewoluowały w zbiornikach pra-Bajkału.
Systematyka rodziny jest oparta na budowie muszli, morfologii narządów rozrodczych, oraz na markerach molekularnych i sekwencjach wybranych genów mitochondrialnych i jądrowych.

## Opis

### Morfologia
Taksony wchodzące w skład rodziny są zróżnicowane pod względem morfologii i trybu życia: należą doń zarówno gatunki o bardzo małych wymiarach ciała jak i największe z całej rodziny Lithoglyphidae i Hydrobiidae. Posiadają wieczko (konchiologia) rogowe o spiralnej budowie, ich muszla jest, w porównaniu do innych taksonów z tej rodziny, stosunkowo cienka. Muszle niektórych gatunków cechuje skomplikowany kształt i bogata ornamentacja. Wydaje się, że wynika to z małej twardości wody Bajkału (średnio <15 mg Ca/L) i dużej ilości rozpuszczonego dwutlenku węgla w głębszych partiach jeziora, co nie sprzyja mineralizacji muszli. Może to być również przystosowaniem do przebywania na miękkich podłożach ilastych w profundalu, gdzie duży ciężar muszli mógłby powodować grzęźnięcie mięczaków w podłożu.

### Występowanie
Przedstawiciele występują w całym jeziorze Bajkał, zarówno w części północnej jak i południowej, od płycizn (5–10 m) aż do dużych głębokości (1200 m) – głównie jednak na głębokości 20–30 m, na różnych typach podłoża (ilastym, piaszczystym, wśród makrofitów, na gąbkach, na kamieniach i dnie skalistym). Należą tutaj gatunki roślinożerne, detrytusożerne, planktonożerne i padlinożerne. Dieta jest zwykle mieszana. W żołądkach występuje pręcik krystaliczny.

### Relacje międzygatunkowe
Gatunki zajmują oddzielne nisze ekologiczne i specjalizują się w wykorzystaniu wybranych siedlisk, w rozdziale nisz mają też znaczenie odmienne historycznie trajektorie ewolucyjne poszczególnych gatunków – np. Kobeltocochlea martensiana zajmuje głównie siedliska w południowych i środkowych basenach jeziora, a K. olchonensis – basen północny i basen Małoje Morie. Przedstawiciele gatunków o dużych wymiarach ciała spotykani są częściej na większych głębokościach, gatunki małe – płycej.

### Rozmnażanie
Jajorodne, często składają jaja na swoich własnych muszlach lub muszlach innych mięczaków. Rozwój prosty, liczba jaj w złożu jajowym do 130–200.
Cechą wspólną gatunków, odróżniającą je od gatunków z pokrewnej, także endemicznej dla Bajkału rodziny Baicaliidae, jest liczba chromosomów (n=17, podczas gdy u Baicaliidae n=14). U niektórych gatunków stwierdzono występowanie osobników tri- i tetraploidalnych.

## Podział systematyczny
Podrodzina Benedictiinae obejmuje 3 rodzaje z 21 gatunkami (w tym 4 wymarłymi):
- Benedictia W.E. Dybowski, 1875
- Kobeltocochlea Lindholm, 1909
- Yaroslawiella Sitnikova, 2001 – jedynym przedstawicielem jest Yaroslawiella eximia Sitnikova, 2001[12]

## Ciekawostki
- ślimaki mają tendencję do składania jaj na swoich własnych muszlach, co jest przystosowaniem do życia w profundalu, gdzie miękkie podłoże, ‘zasypywane’ sedymentującym sestonem uniemożliwia złożenie jaj i ich niezakłócony rozwój[9].
- jedyne ślimaki słodkowodne, o których wiadomo, że występują do głębokości 1200 m[9].
- wraz z pozostałymi detrytofagami pełnią ważną rolę w obiegu materii organicznej w ekosystemie jeziora Bajkał[9].